# المجارين (بني الفخر)

تعديل مصدري - تعديل

المجارين محلة تابعة لقرية وادي اسعد، التابعة لعزلة بني الفخر بمديرية حزم العدين إحدى مديريات محافظة إب في الجمهورية اليمنية، بلغ تعداد سكانها 78 حسب تعداد اليمن لعام 2004.